# Koperta ornatula
Koperta ornatula är en insektsart som först beskrevs av William Lucas Distant 1918.  Koperta ornatula ingår i släktet Koperta och familjen dvärgstritar. Inga underarter finns listade i Catalogue of Life.